# Johannes Kewitsch
Johannes Kewitsch (* 16. Juni 1847 in Groß Turse, Kreis Preußisch Stargard als Johann Emil Theophil Kewitsch; † 31. Dezember 1909 in Berlin) war ein deutscher Harmonium- und Klavierbauer in Berlin.

## Leben und Wirken
Der Vater war Landschullehrer und Organist in Westpreußen und hatte 24 Kinder. Johannes Kewitsch erlernte den Instrumentenbau in Danzig und ging 1868 zum Orgelbauer Carl August Buchholz nach Berlin. Danach  war er beim Pianofabrikanten Wilhelm Biese in Berlin tätig.
1878 gründete Johannes Kewitsch eine eigene Firma für Harmonium- und Klavierbau in Berlin. Sie befand sich 1883/86 in der Wilhelmstraße 2, spätestens 1896 in der Potsdamer Straße 27 B. Kewitsch wurde bald zum alleinigen Klavierstimmer der Königlichen Akademischen Hochschule für Musik in Berlin ernannt.
Er baute ein reingestimmtes Enharmonicum (Enharmonium) nach den Plänen des japanischen Physikers Shōhei Tanaka mit 20 Tasten und 26 Tonhöhen je Oktave. Dieses erregte großes Interesse, unter anderem beim Kaiser Wilhelm II., dem er ein solches 1891 vorführte, und dem Komponisten Anton Bruckner. Er entwickelte daraus ein eigenes reingestimmtes Harmonium mit 24 Tasten pro Oktave, das er 1892 auf der Internationalen Ausstellung für Musik- und Theaterwesen in Wien vorstellte. 1906 setzte Kewitsch eine Orgel aus der Kirche in Arzberg bei Torgau nach Möthlow bei Rathenow um (diese wurde 1948 abgetragen).
Der Sohn Hans Kewitsch setzte die Harmonium- und Pianofabrik J. Kewitsch in der Potsdamer Straße 27b mindestens bis 1930 fort.
Der Musikredakteur Theodor Kewitsch in Berlin und der Klavier- und Harmoniumbauer Alois Kewitsch in Warschau waren seine Brüder.